# Luc Beerten
Luc Beerten (1947) is een Belgisch televisieproducent, scripteditor en scenarist op rust sinds 2007. Hij is medebedenker van o.a. F.C. De Kampioenen, De drie wijzen en Thuis.

## Loopbaan
De Limburger studeerde Germaanse filologie aan de Katholieke Universiteit Leuven en studeerde af in 1968. Beerten werkte als producer 'woord & spel', en daarna als chef en later adviseur fictie voor de Vlaamse publieke omroep BRTN, later VRT, van 1977 tot zijn pensioen in 2007.
Op 6 oktober 1990 stond Beerten aan de wieg van de sitcom F.C. De Kampioenen. Hij bedacht de reeks met regisseur Willy Vanduren en producer Bruno Raes. F.C. De Kampioenen liep vervolgens 21 seizoenen lang op de openbare omroep VRT en werd uiteindelijk, als populairste Vlaamse televisiereeks ooit, Vlaams cultureel erfgoed. Hij werkte aan de reeks tussen 1990 en 1991 (twee seizoenen). Als scripteditor ontwikkelde hij mee de scenario's (tot ze voor productie vatbaar waren). Hij liet zich ontvallen dat hij verwachtte dat de reeks  drie jaar zou lopen. Na bemoedigende publiekreacties werd de reeks verlengd.
Beerten werkte voorts als productiemanager mee aan andere komische televisiereeksen van de VRT, zoals het absurde sketchprogramma Oei! (ook door Willy Vanduren geregisseerd en met Johny Voners en Loes Van den Heuvel oftewel Xavier en Carmen in F.C. De Kampioenen), dramareeksen als Niet voor publicatie van Ward Hulselmans en medio jaren negentig bedacht hij met Jan Matterne Jr., Winnie Enghien en Paul Schellekens de populair geworden soap Thuis (1995–1996). Hij schreef het scenario voor (en produceerde) de single De Boot naar Spanje met het duo Gaston en Leo in de hoofdrol (1982). 
Beerten lanceerde ook de sitcom RIP (geproduceerd door Ludo Schats) over een familie begrafenisondernemers (naar de Engelse reeks In Loving Memory van Dick Sharples) , die op de toenmalige BRT werd uitgezonden tussen 1992 en 1994 en met in de hoofdrollen Simonne Peeters (later Ida in Lili en Marleen), Marc Lauwrys (later Charles Ruiters in Code 37) en Kurt Defrancq (bekend als bedenker van het typetje Modest Vermeulen, en redacteur Eric Bastiaens in Thuis en korpschef Huyghe in Chantal). Beerten werkte nauw samen met regisseur Jos Van Gorp, die mee de scenario's aanpaste.
Hij bedacht ook het panelspelletje De drie wijzen (productie Bart Deprez). MC Daniël Van Avermaet stelde voor zich te laten omringen door panelleden van de Taalstrijd op Radio 1 waar hij al met succes MC was. Dat viel wat tegen, waarschijnlijk omdat op televisie niet dezelfde dichtheid aan humor kon waar gemaakt worden als op de radio waar er een veel ingrijpender montage mogelijk was. Vanaf seizoen 2 presenteerde Kurt Van Eeghem het programma met gasten als Jacques Vermeire, Gertie Christoffels en Walter Grootaers. Dat werd wel een succes. 
In 2021 legde Luc Beerten aan Het Belang van Limburg uit dat hij inspiratie voor het café-element uit F.C. De Kampioenen heeft opgedaan bij de Britse sitcom 'Allo 'Allo! en dat het personage Oscar (Carry Goossens) in feite gebaseerd is op René Artois (Gordon Kaye). De laatste aflevering waar Beerten aan heeft meegewerkt is "Xavier gekwetst" (seizoen 2, aflevering 12), waarna hij zijn taken doorgaf aan Wout Thielemans. Hoewel ze alle drie de luwte verkozen en de schijnwerpers vermeden, doken Luc Beerten, Willy Vanduren en Bruno Raes, naar aanleiding van de 30ste verjaardag van de reeks, op in de documentaire Voor altijd Kampioen uit 2021, waarin ze lang bewaarde geheimen deelden over het ontstaan van de reeks.